# Lluís Domènech i Montaner
Lluís Domènech i Montaner (21. december 1850 i Barcelona – 27. december 1923 smst.) var en catalansk arkitekt, der havde stor indflydelse på den såkaldte catalanske modernisme; den catalanske art nouveau-bevægelse. Han var desuden en prominent politiker.
Han fik sit gennembrud ved Verdensudstillingen i 1888, hvor hans Hotel International, der bestod af 1.600 rum og blev opført på blot 53 dage, vakte stor opsigt. Han var gennem 45 år ansat ved Escola d'Arquitectura i Barcelona og skrev i denne periode adskillige artikler om arkitekturteori. Hans arkitektur er kendetegnet ved at rumme en syntese af form, funktion og symboler. Mange af hans bygningsværker rummer mange detaljer og fornemme dekokrationer. 
De mest kendte af hans bygningsværker er Hospital de Sant Pau (Helligkors og St. Paulus' Hospital) og Palau de la Música Catalana (Paladset for den catalanske musik) i Barcelona, der begge er optaget på UNESCOs Verdensarvsliste.
Politisk tilhørte Domènech i Montaner den catalanske selvstændighedsbevægelse fra 1888 til 1904, hvorefter han atter helligede sig arkitekturen.

## Bygninger af Domènech i Montaner
- Hospital de Sant Pau (Barcelona)
- Palau de la Música Catalana (Barcelona)
- Casa Fuster (Barcelona)
- Casa Lamadrid (Barcelona)
- Casa Lleó Morera (Barcelona)
- Casa Thomas (Barcelona)
- Museo de Zoología (Barcelona)
- Editorial Montaner i Simón (Barcelona)
- Palacio Ramón Montaner (Barcelona)
- Ateneu Obrer (Canet de Mar, Catalonien)
- Castell de Santa Florentina (Canet de Mar, Catalonien)
- Casa Roure (Ca la Bianga) (Canet de Mar, Catalonien)
- Restaurante la Misericòrdia (Canet de Mar, Catalonien)
- Casa Solà Morales (Olot, Catalonien)
- Casa Gasull (Reus, Tarragona)
- Casa Navàs (Reus, Tarragona)
- Casa Rull (Reus, Tarragona)
- Instituto Pere Mata (Reus, Tarragona)
- Cementerio de Comillas (Cantabrien)
- Fuente de los Tres caños (Comillas, Cantabrien)
- Universidad Pontificia (Comillas, Cantabrien)